# Баликчи
Баликчи́ (на киргизки: Балыкчы; букв. – „рибар“) е град в Исъккулска област, Киргизстан. Разположен е на западния бряг на езерото Исък Кул, на 128 km югоизточно от столицата Бишкек. Градът е крупен промишлен и транспортен център (селскостопански център, обработване на вълна, воден транспорт, железопътен терминал и пътен възел) по съветско време, но губи икономическата си основа след разпадането на СССР и последвалото затваряне на почти всичките си производства. Към 2009 г. население му е 42 875 души.
Главният път от Бишкек до Китай, част от древния Път на коприната, преминава през Баликчи, преди да започне своя дълъг и тежък преход през хребетите на Наринска област в Централен Киргизстан до китайската граница при Тогуратския проход. Има планове за построяването на железопътна линия, свързваща китайската граница с Баликчи, който към момента е крайна гара на линията до Бишкек.

## История
История на Баликчи започва с пощенска станция и хутор, основан от М. Бачин, пенсиониран войник от Наринската крепост, през 1884 г. Към края на XIX и началото на XX век селището се нарича Кетмалди (по името на близка река), след това Новодимитриевка (по фамилното име на местен коневъд), а по-късно Бачино (по името на М. Бачин). По това време в селището живеят вече 100 семейства. От 1909 до 1993 г. се казва Рибачие. Статут на град получава през 1954 г. В началото на 1990-те години, след разпадането на Съветския съюз, градът е наречен Исък Кул – по името на езерото, на чийто бряг е разположен. Скоро след провъзгласяването на независимостта на Киргизстан, градът е преименуван на Баликчи, означаващо „рибар“ на киргизки език.

## Население
| 1935 | 1939 | 1970   | 1979   | 1989   | 1999   | 2009   |
| ---- | ---- | ------ | ------ | ------ | ------ | ------ |
| 2000 | 5400 | 29 612 | 33 508 | 43 039 | 41 947 | 42 875 |

### Етнически състав
Към 2009 г. етническата структура на населението в града е 88,8% киргизи, 8,6% руснаци, 0,6% казахи, 0,5% узбеки, 0,5% уйгури, 0,4% татари и 0,6% други.

## Климат
Климатът в града е студен пустинен, континентален. Средната годишна температура е 4,9 °C, а средното годишно количество на валежите е около 150 mm.
| Климатични данни за Баликчи        | Климатични данни за Баликчи | Климатични данни за Баликчи | Климатични данни за Баликчи | Климатични данни за Баликчи | Климатични данни за Баликчи | Климатични данни за Баликчи | Климатични данни за Баликчи | Климатични данни за Баликчи | Климатични данни за Баликчи | Климатични данни за Баликчи | Климатични данни за Баликчи | Климатични данни за Баликчи | Климатични данни за Баликчи |
| Месеци                             | яну.                        | фев.                        | март                        | апр.                        | май                         | юни                         | юли                         | авг.                        | сеп.                        | окт.                        | ное.                        | дек.                        | Годишно                     |
| Средни максимални температури (°C) | −6,4                        | −4,5                        | 2,9                         | 13,0                        | 18,1                        | 22,3                        | 25,5                        | 25,2                        | 20,2                        | 12,3                        | 2,8                         | −3,7                        |                             |
| Средни температури (°C)            | −11,6                       | −9,7                        | −1,8                        | 7,4                         | 12,3                        | 16,1                        | 18,9                        | 18,2                        | 13,3                        | 6,3                         | −2,1                        | −8,5                        |                             |
| Средни минимални температури (°C)  | −16,8                       | −14,9                       | −6,5                        | 1,8                         | 6,6                         | 10,0                        | 12,3                        | 11,3                        | 6,5                         | 0,4                         | −6,9                        | −13,3                       |                             |
| Средни месечни валежи (mm)         | 1                           | 3                           | 5                           | 13                          | 24                          | 27                          | 27                          | 24                          | 10                          | 9                           | 5                           | 2                           |                             |
| ---------------------------------- | --------------------------- | --------------------------- | --------------------------- | --------------------------- | --------------------------- | --------------------------- | --------------------------- | --------------------------- | --------------------------- | --------------------------- | --------------------------- | --------------------------- | --------------------------- |
| Източник: Climate-Data             |                             |                             |                             |                             |                             |                             |                             |                             |                             |                             |                             |                             |                             |

## В популярната култура
Градът присъства в компютърната игра от 2003 г. Command & Conquer: Generals.